# Huang Hua
Huang Hua (黄华S; Hechi, 16 novembre 1969) è un'ex giocatrice di badminton cinese che ha vinto diverse medaglie nelle più importanti competizioni internazionali.

## Carriera
Ha giocato per la squadra nazionale cinese di Uber Cup, vincendo il titolo a squadre nel 1990 e nel 1992. È stata medaglia d'argento ai Campionati del mondo del 1989.
Ai Giochi asiatici di Pechino 1990 ha vinto la medaglia d'oro a squadre e la medaglia di bronzo nel singolare.
Huang ha vinto la Coppa del mondo di badminton del 1991 disputatasi a Macao, ed ha ottenuto la medaglia di bronzo nel singolare alle Olimpiadi di Barcellona 1992, perdendo in semifinale contro l'indonesiana Susi Susanti, poi vincitrice del titolo olimpico.
È stata inoltre medaglia d'argento ai Campionati asiatici di badminton del 1988 nel singolare.

## Vita privata
Huang Hua è diventata cittadina indonesiana dopo aver sposato l'imprenditore cinese-indonesiano Tjandra Budi Dharmawan nel 1993 e trasferendosi nello stesso Paese.